# David Trapp
David Trapp (ur. 5 sierpnia 1981) – belizeński piłkarz występujący na pozycji pomocnika, obecnie zawodnik Belmopan Bandits. Jego brat Evral Trapp również jest piłkarzem.

## Kariera klubowa
Trapp rozpoczynał swoją karierę w klubie Builders Hardware Bandits ze stołecznego miasta Belmopan. W sezonie 2003 wywalczył z nim wicemistrzostwo kraju, po czym odszedł do ekipy Kulture Yabra FC z siedzibą w Belize City. Tam nie zdołał zanotować żadnych większych osiągnięć na szczeblu krajowym, zaś w 2006 roku został graczem nowo założonej drużyny Santel’s SC z San Ignacio Cayo. Już po roku po raz kolejny zmienił barwy klubowe, tym razem przechodząc do Revolutionary Conquerors z miasta Dangriga, gdzie również nie udało mu się osiągnąć żadnego sukcesu na szczeblu krajowym. W późniejszym czasie z takim samym skutkiem występował jeszcze w San Pedro Bull Sharks.
W 2010 roku Trapp został zawodnikiem Belize Defence Force FC, gdzie grał przez kilka następnych lat i w wiosennych rozgrywkach 2010 po raz pierwszy w swojej karierze wywalczył mistrzostwo Belize. Sukces ten powtórzył również w następnym sezonie, 2010/2011. Latem 2012 podpisał umowę z Belmopan Bandits, gdzie w turnieju otwarcia sezonu 2012/2013 po raz trzeci został mistrzem Belize. Wówczas także został wybrany przez zarząd rozgrywek na najlepszego pomocnika Premier League of Belize.

## Kariera reprezentacyjna
W 2007 roku Trapp został powołany przez brazylijskiego selekcjonera Antonio Carlosa Vieirę na Puchar Narodów UNCAF. Właśnie w tych rozgrywkach, 8 lutego w przegranym 1:2 meczu fazy grupowej z Salwadorem, zadebiutował w seniorskiej reprezentacji Belize. Na tym turnieju rozegrał w sumie dwa spotkania, zaś jego kadra po komplecie trzech porażek odpadła z niego już w fazie grupowej. Wystąpił także w trzech meczach wchodzących w skład eliminacji do Mistrzostw Świata 2010, lecz Belizeńczycy nie zdołali się zakwalifikować na mundial. Pięciokrotnie wystąpił za to w eliminacjach do Mistrzostw Świata 2014, ale jego drużyna znów nie awansowała na światowy czempionat. W 2013 roku znalazł się w ogłoszonym przez amerykańskiego szkoleniowca Iana Morka składzie na Złoty Puchar CONCACAF.